# Saipu
Saipu (nep. सैपु) – gaun wikas samiti w środkowej części Nepalu w strefie Dźanakpur w dystrykcie Ramechhap. Według nepalskiego spisu powszechnego z 2001 roku liczył on 582 gospodarstw domowych i 2904 mieszkańców (1515 kobiet i 1389 mężczyzn).